# O Mosquito (1869)
O Mosquito foi um jornal fundado em  1869 por Cândido Aragonês de Faria no Rio De Janeiro, tendo contado com a estreia  de Rafael Bordalo Pinheiro  no Nº 313, de 11 de setembro de 1875, em cujo número o caricaturista narrou em imagens a sua viagem de Portugal, povoada de imaginários sobre o Brasil e logo confrontados com a recepção dos amigos, o luxo e a beleza feminina. O contexto brasileiro, a sua história, as suas vivências, a sua sociedade, deram origem, nas páginas destes jornais, a novos personagens.  Bordalo Pinheiro viria a permanecer no Brasil até 1879 e durante este período dá continuidade ao trabalho de sátira jornalística iniciado em Portugal primeiro com O Mosquito (1875-1877), posteriormente com O Besouro (1878-1879).